# Carl Graedener

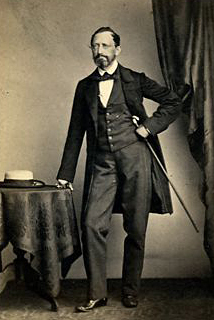
Carl Graedener.

Carl Georg Peter Graedener (även Grädener), född den 14 januari 1812 i Rostock, död den 10 juni 1883 i Hamburg, var en tysk pianist, tonsättare och musikskriftställare. Han var far till Hermann Graedener. 
Graedener komponerade betydande, av Robert Schumann påverkad, pianomusik, kör- och solosånger med mera. Graedener skrev även en harmonilära och utgav Gesammelte Aufsätzer über Kunst, vorzugsweise Musik (1872).